# Richard Kalvar
Richard Kalvar est un photographe américain, né le 14 novembre 1944 à Brooklyn, New York
Il est un photographe reconnu dans le domaine de la photographie de rue.

## Biographie
Richard Kalvar étudie la littérature anglaise et américaine à la Cornell University de 1961 à 1965. 
« Face au vide d’un avenir sans métier », il interrompt ses études et cherche un travail pour subsister. Le photographe de mode français, Jérôme Ducrot, installé sur la  22e Rue à Manhattan le prend comme assistant et il apprend les bases du métier. Il habite dans la loggia du studio.
Jérôme Ducrot lui présente son ami André Kertész, et lui fait découvrir des livres d’Henri Cartier-Bresson et Robert Frank : « Quand j’ai débuté la photographie j’étais très impressionné et très attiré par le travail de Robert Frank, Les Américains, qui racontait la vie sans le filtre des sentiments ».
En 1966, pendant dix mois, il fait un « voyage initiatique » à travers l’Europe puis au Maroc, équipé d’un boîtier Pentax offert par Jérôme Ducrot, et d’un grand angle et un téléobjectif achetés avec ses économies. 
À son retour aux États-Unis, il revient à la Cornell University pour achever ses études. Il présente ses photos dans une exposition organisée sur le campus, et finit par obtenir un diplôme de littérature anglaise et américaine en septembre 1968. 
Entre 1968 et 1970, il trouve du travail chez Modernage, le laboratoire photographique où Jérôme Ducrot fait développer ses photos. Il est réceptionniste le jour et apprenti tireur la nuit. Il effectue des tirages des images réalisées pendant son périple en Europe au Maroc, tout en continuant son travail d’amateur. Il obtient quelques petites commandes qui lui donnent une réputation de bon photographe illustrateur.  
Il présente ses images à des photographes comme Lisette Model, Charles Harbutt et Eliott Erwitt, des directeurs de musées et des rédactions de magazines dont le New York Magazine pour lequel il commence à travailler. 
Il fait la connaissance d’Antoine Bourseiller, directeur du Théâtre national de Marseille qui |’embauche comme acteur pour son spectacle Oh ! America !, et utilise ses photographies pour les représentations. Avec ce qu’il a gagné, il part pour la France et s’installe à Paris en 1971. Il rencontre Pierre de Fenoÿl, directeur de la Galerie Rencontre, qui organise sa première exposition.
Richard Kalvar travaille brièvement pour l’agence Vu de Christian Caujolle où il côtoie William Klein, Édouard Boubat, Guy Le Querrec puis participe à la création de l’agence Viva en 1972 avec Martine Franck, François Hers, Hervé Gloaguen et Claude-Raymond Dityvon.
Invité par Marc Riboud à la réunion annuelle de Magnum Photos à New York en 1975, il en devient membre associé, puis membre à part entière en 1977. Il a été élu vice-président de Magnum pour l’Europe de 1984 à 1988 et de 2011 à 2013, et président de 1993 à 1995. 
Richard Kalvar se marie en 1988 avec la cantatrice Isabelle Guillaud avec qui il a deux enfants. Il vit et travaille à Paris. 
Son travail est l’objet d’une monographie dans la collection Photo Poche en 2018.

## Expositions
Liste non exhaustive
- 1971 : Galerie Rencontre, Paris
- 1976-1978 : Trois jeunes photographes : Bruno, Kalvar, Plossu, exposition itinérante (France, Tchécoslovaquie, Pologne, Espagne) produite par le musée national d'Art moderne, Centre Georges Pompidou, Paris, Pierre de Fenoÿl, commissaire.
- 1980 : Magnum-photos, Suisse
- 1980 : Political Photographs, Project Studio, New York
- 1980 : Galerie Agathe Gaillard, Paris
- 1981-1982 : Paris Magnum, musée du Luxembourg, exposition itinérante
- 1993 : Portrait de Conflans-Sainte-Honorine, Conflans-Sainte-Honorine
- 2007 : Terriens, Maison européenne de la photographie, Paris[3].

## Publications
Liste non exhaustive
- Portrait de Conflans-Sainte-Honorine, Calmann-Lévy, 1993
- Terriens, Flammarion, Paris, 2007,  (ISBN 978-2081201132)
- Drôles de vies ! Autrement Jeunesse, 2008,  (ISBN 978-2746710849)
- Richard Kalvar, coll. « Photo Poche » no 158, Éditions Actes Sud, 2018,  (ISBN 978-2330097394)

## Portfolios dans la presse photo
Liste non exhaustive
- Zoom Magazine, no 7, mai 1971
- Creative Camera, no 89, nov. 1971, Londres
- American Photographer, mars 1979, New York

## Collections
Liste non exhaustive
- Museum of Modern Art (MoMA), New York
- Bibliothèque nationale de France, Paris
- Maison européenne de la photographie, Paris

### Portfolios
- Richard Kalvar sur le site de la Maison européenne de la photographie
- Richard Kalvar dans les collections du centre Georges Pompidou
- (en) Richard Kalvar sur le site de Magnum Photos